# Ceresium particulare
Ceresium particulare là một loài bọ cánh cứng trong họ Cerambycidae.